# Presidentiële Raad (Zuid-Afrika)
De Presidentiële Raad (Engels: President's Council) was een raadsorgaan in Zuid-Afrika dat van 1981 tot 1994 bestond. Bij een grondwetswijziging in 1980 werd de Senaat opgeheven en per ingang van 1 januari 1981 vervangen door de Presidentiële Raad die bestond uit 60 leden, waaronder 10 Kleurlingen, 5 Indiërs en een Chinees De overige leden waren blank. Zwarte Zuid-Afrikanen waren uitgesloten van lidmaatschap van de Presidentiële Raad. De leiders van de zes thuislanden verwierpen de vanwege de reden de Presidentiële Raad; ook de leiders van de Kleurlingen en Indiërs zagen niks in het nieuwe orgaan. De regering wist echter voldoende personen te bewegen om tot de Presidentiële Raad toe te treden. 
De vicepresident van de republiek was voorzitter a te liggen. Er werden vijf permanente comités opgericht, voor planning, financiën, grondwettelijke zaken en wetenschappen. Waar het op neer kwam was dat de Presidentiële Raad president Botha op allerlei fronten kon adviseren, maar dat hij die adviezen niet hoefde over te nemen. 
In 1984 werd, na de aanvaarding van de nieuwe grondwet, de Presidentiële Raad, omgevormd tot een soort superkabinet en nam de invloed van de Kleurlingen en Indiërs op het landsbestuur toe: Zwarte Zuid-Afrikanen bleven echter uitgesloten. Tijdens de overgang van apartheid naar democratie (1990-1994) werd met de gedachte gespeeld om ook zwarte Afrikanen op te nemen in de Presidentiële Raad, maar dat is er nooit van gekomen.
Van 1981 tot 1984 was Alwyn Schlebusch als vicepresident van Zuid-Afrika voorzitter van de Presidentiële Raad. Na de afschaffing van de functie van vicepresident in 1984 werd Pieter Koornhof benoemd tot voorzitter.